# Бурчун
47°42′06″ пн. ш. 86°51′43″ сх. д. / 47.70158° пн. ш. 86.86199° сх. д.
Бурчун (кит. 布尔津县, пін. Bù'ĕrjīn Xiàn, трансліт. Burqin) — один із повітів КНР у складі префектури Алтай, СУАР. Адміністративний центр — містечко Бурчун.

## Географія
Бурчун лежить в долині однойменної річки у передгір'ях Південного Алтаю.

### Клімат
Повіт знаходиться у зоні, котра характеризується кліматом помірних степів та напівпустель. Найтепліший місяць — липень із середньою температурою 23 °C. Найхолодніший місяць — січень, із середньою температурою -16,4 °С.
| Клімат повіту Бурчун                               | Клімат повіту Бурчун | Клімат повіту Бурчун | Клімат повіту Бурчун | Клімат повіту Бурчун | Клімат повіту Бурчун | Клімат повіту Бурчун | Клімат повіту Бурчун | Клімат повіту Бурчун | Клімат повіту Бурчун | Клімат повіту Бурчун | Клімат повіту Бурчун | Клімат повіту Бурчун | Клімат повіту Бурчун |
| Показник                                           | Січ.                 | Лют.                 | Бер.                 | Квіт.                | Трав.                | Черв.                | Лип.                 | Серп.                | Вер.                 | Жовт.                | Лист.                | Груд.                | Рік                  |
| Середній максимум, °C                              | −11,9                | −7,3                 | 3,2                  | 16,9                 | 23,5                 | 28,5                 | 29,8                 | 28,3                 | 22                   | 13,3                 | 1,3                  | −8,7                 | 11,6                 |
| Середня температура, °C                            | −16,4                | −12,6                | −2,7                 | 9,5                  | 16,3                 | 21,6                 | 23                   | 20,7                 | 14,2                 | 6,5                  | −3,3                 | −12,5                | 5,4                  |
| Середній мінімум, °C                               | −20,3                | −17                  | −7,7                 | 3                    | 9,1                  | 14,4                 | 16,2                 | 13,7                 | 7,6                  | −1,3                 | −6,9                 | −15,9                | −0,2                 |
| Норма опадів, мм                                   | 10.2                 | 7.4                  | 9.7                  | 12.6                 | 14.6                 | 16.8                 | 21.3                 | 16.7                 | 11.4                 | 13.2                 | 18                   | 12.5                 | 164.4                |
| Вологість повітря, %                               | 76                   | 75                   | 70                   | 50                   | 46                   | 50                   | 57                   | 58                   | 58                   | 63                   | 74                   | 77                   | 63                   |
| -------------------------------------------------- | -------------------- | -------------------- | -------------------- | -------------------- | -------------------- | -------------------- | -------------------- | -------------------- | -------------------- | -------------------- | -------------------- | -------------------- | -------------------- |
| Джерело: Дані метеостанції №51060 (КНР, 1991-2020) |                      |                      |                      |                      |                      |                      |                      |                      |                      |                      |                      |                      |                      |